# Sắt(II) lactat
Sắt(II) lactat là một hợp chất hóa học gồm một nguyên tử sắt (Fe2+) và hai anion lactat, công thức hóa học là Fe(C3H5O3)2. Sắt(II) lactat được dùng làm phụ gia thực phẩm với ký hiệu (số E) là E585. Đây là chất điều chỉnh độ axit và chất giữ màu, nó cũng được sử dụng để bổ sung sắt vào thực phẩm.